# Institut Superior Politècnic de Manica
L'Institut Superior Politècnic de Manica (ISPM) és una institució pública d'ensenyament superior de Moçambic, creada pel govern moçambiquès que té la seu al posto administrativo de Matsinho, districte de Vanduzi a la província de Manica, en una àrea que de vora 400 hectàrees.
Jurídicament l'ISPM és una persona jurídica de dret públic, dotada de personalitat jurídica i gaudeix d'autonomia científica, pedagògica, administrativa i disciplinar.

## Cursos
L'Institut Superior Politècnic de Manica, ofereix formació professional a les àrees d'agricultura, economia, gestió i turisme; conferint el grau de batxiller i llicenciat en els següents cursos:
- Ecoturisme i Fauna Silvestre[3]
- Enginyeria Zootècnica[4]
- Enginyeria Forestal[5]
- Comptabilitat i Auditoria[6]
- Enginyeria Agrícola[7]
- Tecnologies de Processament d'Aliments
- Comptabilitat i Administració Pública.

## Centres
- Centre d'Orientació a l'Empresari[8]
- Centre d'Informàtica i Llengües
- Centre Cultural Acadèmic Montalto
- Centre de Incubació d'Empreses